# Лиманова-Лапановская операция
Лиманова-Лапановская операция (нем. Schlacht bei Limanowa–Lapanow) — успешная наступательная операция 3-й и 4-й австро-венгерских армий в районе юго-восточнее Кракова в начале декабря 1914 года. В итоге этого наступления австро-венгерские войска смогли нанести поражение 3-й и 8-й русским армиям, заставив их отступить от Кракова и покинуть район западных Карпат, занятый во время Бескидского сражения. 

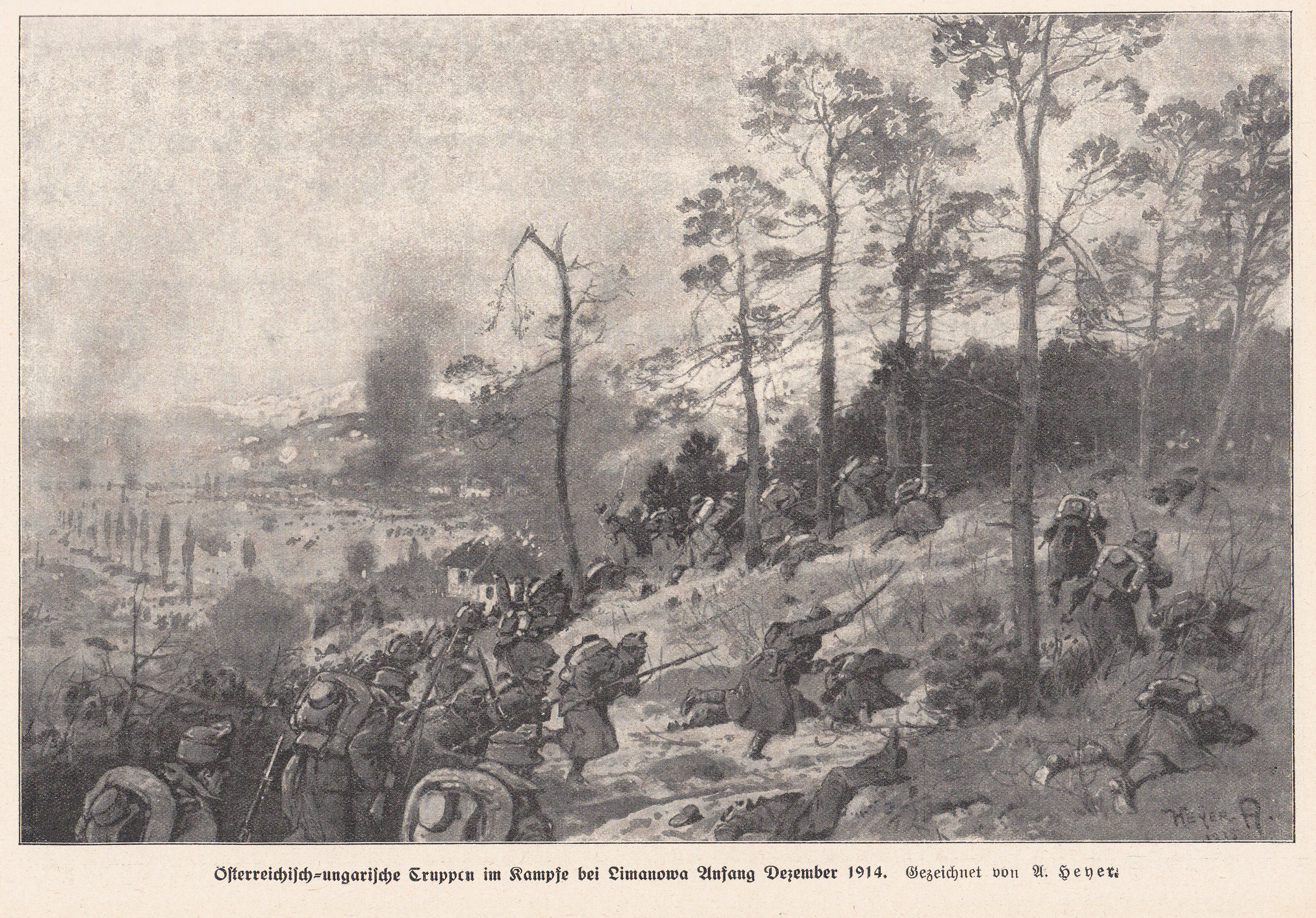
Атака австро-венгерской пехоты

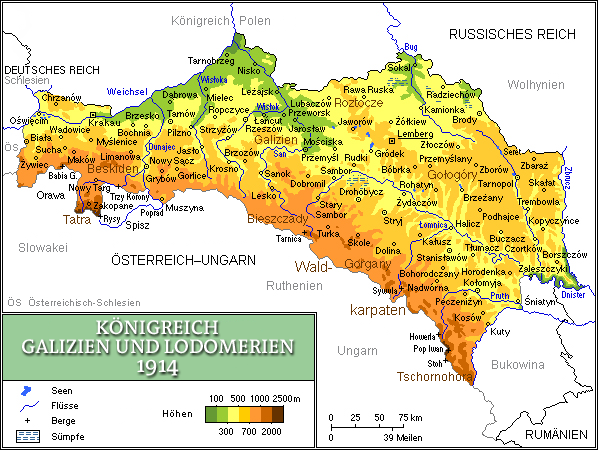
Карта ТВД

## Военно-стратегическая ситуация
Высшее командование Австро-Венгрии предполагало, что бои осени 1914 года (на Висле, под Лодзью) против немецкой армии ослабили русские войска и они не смогут начать наступление на Галицийском фронте, что позволило бы австро-венгерской армии провести локальное наступление для освобождения гарнизона Перемышля, находившегося в окружении с сентября.
После отражения наступления 2-й австро-венгерской армии Эдуарда фон Бём-Эрмолли командующий российского Юго-Западного фронта Н. И. Иванов 20 ноября приказал 3-й армии Р. Д. Радко-Димитриева продолжить наступление в направлении Кракова и Новы-Сонча с целью создания угрозы венгерской равнине. Радко-Дмитриев двинулся на Краков и в обход его с юга силами двух корпусов. К 30 ноября корпуса достигли передовых крепостных позиций Кракова у Велички, южнее было занято Добчице, а на левом фланге русские авангарды достигли Мысленице. На Лимановском направлении русская кавалерия заняла Добру и Мшану-Дольну, в 25 км западнее Лимановы. 

## Ход сражения
1 декабря началось наступление 4-й австро-венгерской армии. Западнее Добры русские позиции австрийцы атаковали частями 13-й пехотной дивизии из 14-го австро-германского корпуса под командованием австрийского генерал-полковника Йозефа Рота, а с юга и юго-запада обошли силами двух кавалерийских дивизий. Оборонявшаяся здесь казачья дивизия и приданные ей пехотные части 9-го корпуса отошли в район севернее Лимановы. 
После того, как 3 декабря Рот достиг Лимановы, он двинул свои три дивизии на север и стал наступать в направлении Лапанова и Нова-Визнича. Одновременно в наступление перешли два корпуса (17-й и 11-й), до того сдерживавшие русских на подступах к Кракову. В ответ русские отправили свой резерв — сводный отряд 10-го корпуса, чтобы укрепить свой южный фланг. Кроме того, русские 8-й и 24-й корпуса 8-й армии А. А. Брусилова, находившейся 80 км юго-восточнее, стали перебрасываться к Новы-Сончу.
5 декабря австрийцы атаковали Новы-Сонч и вечеру взяли его. Однако днем 6-го с востока появились передовые части 14-й пехотной дивизии 8-го корпуса. Эта дивизия отбросила противника, действовавшего вдоль Дунайца, и заняла Новы-Сонч, а вечером подошла и 15-я дивизия, которая начала наступление в сторону Лимановы. Австро-венгерское наступление остановилось. Обеспокоенный этим Конрад фон Хётцендорф отправил из краковского гарнизона 6-й корпус (45-ю и 39-ю пехотные дивизии) по железной дороге к востоку от Лимановы, а генералу Бороевичу был отдан приказ начинать наступление через карпатские перевалы. В свою очередь Радко-Димитриев приказал своим двум корпусам (9-й и 11-й), подвергавшимся давлению со стороны двух австро-венгерских корпусов от Кракова, начать отход на восток, чтобы снизить риск для своего южного фланга, так что вся его армия теперь была развернута под прямым углом.
6 и 7 декабря были днями неопределенности и кровавой борьбы. 7 декабря русский 8-й корпус атаковал из Новы-Сонча, но австро-венгры Рота остановили их продвижение на оборонительных позициях, подготовленных ранее. Бои продолжались до 10 декабря, с небольшим движением вдоль линии от Лиманова на юге до Лапанова на севере.
В свою очередь, 8 декабря 3-я австро-венгерская армия С. Бороевича перешла в наступление. 9-й и 3-й корпуса атаковали позиции 12-го русского корпуса в районе Бардеёва (Бартфельда) и восточнее. Через Штропков и Дуклинские перевалы в общем направлении на Кросно и восточнее двинулся 7-й корпус, а через восточные перевалы Бескид начали наступление две отдельные группы. 
Несмотря на все усилия двух русских дивизий (13-й и 15-й) 8-го корпуса взять Лиманову, обороняемую венгерской 39-й дивизией, не удалось. На рассвете 10 декабря русская 3-я армия предприняла между Вислой и дорогой Лапанов-Мысленице масштабную атаку, но 11 декабря австрийцы благодаря артиллерии смогли отбить все её атаки. 10 декабря передовые части австро-венгерской 38-й пехотной дивизии достигли Навоёвы, в 6,4 км к югу от Новы-Сонча.
С подходом австро-венгерского 9-го корпуса из Бардеёва русский 24-й корпус больше не мог поддерживать 8-й корпус, и русская позиция в Новы-Сонче оказалась под угрозой. Иванов приказал 8-му корпусу отступить к Закличину, что позволило 38-й пехотной дивизии 12 декабря захватить Новы-Сонч. 8-я русская армия начала отступление с предгорий Карпат.
12 декабря 3-я русская армия еще продолжала бои, но ее атаки ослабели, и шансов выиграть сражение только ее силами уже не было. После того как австро-венгерская 4-я кавалерийская дивизия соединилась с 39-й и 38-й дивизиями у Новы-Сонча, появилась возможность нанести удар в тыл 3-й армии, двигаясь вдоль Дунайца. Поэтому 13 декабря командованием Юго-Западного фронта было принято решение отвести 3-ю армию на нижний Дунаец.

## Результаты
После Лиманова-Лапановского сражения продвижение русских войск в юго-западном направлении прекратилось, и угроза Кракову и северной Венгрии была окончательно снята. Хотя австро-венгерское командование не достигло конечной цели — деблокировать Перемышль, оно объявило о своей победе. 
Обе стороны взяли примерно по 10 тысяч пленных и потеряли примерно по 30 – 40 тысяч солдат.